# Годфрід IV (герцог Лотаринзький)
Готфрід IV Горбань (нім. Gottfried IV. der Bucklige; †лютий 1076) — герцог Нижньої Лотарингії, маркграф Тосканський (1069—1076). За більш поширеною нумерацією є Готфрідом III.

## Життєпис
Син герцога Нижньої та Верхньої Лотарингії, маркграфа Тосканського Годфріда III (Готфріда II Бороданя) і його дружини Доди.
У 1069 одружився з Матільдою, дочкою маркграфа Тосканського Боніфація III і його дружини Беатриси. З 1071 подружжя жило окремо, адже вони дотримувались різних думок у суперечці про інвеституру. Матільда була прихильником папи Римського Григорія VII, Годфрід підтримував імператора Генріха IV.
У 1075 Годфрід воював в інтересах Генріха IV з герцогом Саксонським Магнусом, в 1076 — з графом Голландським Дірком V і графом Фландрським Робертом I. Був убитий на полі бою біля Шельди.
Мав лише одну дочку з Матільдою — Беатрису, тому визначив своїм наступником племінника Годфріда Буйонського, проте імператор призначив герцогом Нижньої Лотарингії Конрада II. Тому, Годфрід Буйонський став герцогом Нижньої Лотарингії лише 1087 і здобув славу в Першому хрестовому поході.

## Родина
Дружина — Матильда Тосканська
Діти:
- Беатриса